# Venelin Filipov
Venelin Filipov (tiếng Bulgaria: Венелин Филипов; sinh 20 tháng 8 năm 1990) là một cầu thủ bóng đá Bulgaria. Anh trai của anh, Tsvetan cũng là một cầu thủ bóng đá.

## Danh hiệu
FC Voluntari
- Cúp România: 2016–17